# My Lady's Garter
My Lady's Garter è un film muto del 1920 diretto da Maurice Tourneur.
La sceneggiatura si basa sul romanzo omonimo dello scrittore Jacques Futrelle. Il libro uscì postumo nel 1912, dopo la morte del suo autore, perito nel naufragio del Titanic.

## Trama
Dal British Museum viene rubata una famosa giarrettiera, un gioiello appartenente alla contessa di Salisbury. Scotland Yard sospetta che l'autore del furto sia The Hawk (il Falco), un celebre ladro di gioielli. Messi sulle tracce di Hawk, i poliziotti arrivano alla tenuta di campagna di Brokaw Hamilton, un magnate delle ferrovie la cui figlia Helen è in procinto di scappare insieme a uno squattrinato poeta, Keats Gaunt. Hawk, in fuga, si nasconde sotto la finestra della ragazza che lascia cadere dall'alto un astuccio che viene raccolto dal ladro.
Alcuni giorni dopo, Helen viene salvata mentre sta annegando da Bruce Calhoun, un misterioso straniero che vive su un panfilo attraccato in porto. I due diventano amici ma la polizia comincia a sospettare che possa trattarsi proprio di Hawk. Anche Henry Van Derp, un corteggiatore di Helen, è particolarmente incline a sostenere questa ipotesi, mettendo in giro voci su di lui. La situazione si fa via via più esplosiva: una banca viene rapinata, una barca salta per aria, un treno deraglia. Si scopre alla fine che il Falco non è altri che Van Derp, mentre Calhoun, il misterioso straniero, è un agente del servizio segreto. Risolto il mistero, Helen e Calhoun affrontano insieme, felici, il loro futuro.

## Produzione
Il film fu prodotto dalla Maurice Tourneur Productions.

## Distribuzione
Il copyright del film, richiesto dalla Famous Players-Lasky Corp., fu registrato il 12 marzo 1920 con il numero LP14874.
Distribuito dalla Famous Players-Lasky Corporation, il film uscì nelle sale cinematografiche statunitensi il 14 marzo 1920.